# Deltocephalus vanfus
Deltocephalus vanfus är en insektsart som beskrevs av Kramer 1971. Deltocephalus vanfus ingår i släktet Deltocephalus och familjen dvärgstritar. Inga underarter finns listade i Catalogue of Life.